# Des'ree
Desirée Annette Weeks (Londres, Inglaterra, 30 de noviembre de 1968) de nombre artístico Des'ree, es una cantante y compositora británica, de soul y R&B contemporáneo. Es una de las artistas más importantes de estos géneros musicales en la década de los 90. Es muy conocida por sus éxitos "Feel So High" (canción para la que se grabaron tres videos musicales diferentes), "You Gotta Be", "Life", y "Kissing You" (de la banda sonora de la película Romeo y Julieta). En 1999, en la gala de los Brit Awards recibió el premio a la Mejor Artista Británica en Solitario. 

## Primeros años
Pasó sus primeros años de vida en Barbados (isla natal de su padre), hasta que volvió con su familia al sur de Londres. Con 14 años volvió de nuevo a Barbados, donde estuvo tres años junto a su familia. Sus padres la introdujeron en el reggae, el calipso y el jazz. Fue entonces cuando decidió dedicar su vida completamente a la música. 
Ávida lectora desde muy jovencita, pronto se encontró pasando de leer poesía a escribirla, condensando todo lo que había aprendido de su cultura, historia y experiencia en la vida y trasladándolo a la música.

## Carrera
En 1992, cuando tenía 23 años, su tema Feel so High, extraído del álbum debut Mind Adventures, fue un gran éxito y sonó en todo el mundo, llegando al N.º 13 en el Reino Unido y al N.º 28 en Australia.
En 1994, su sencillo You Gotta Be llegó al Top 5 del Billboard Hot 100, y fue un éxito en el Reino Unido. El vídeo de la canción fue el más emitido por la cadena de televisión estadounidense VH1 y permaneció en las listas de la revista Billboard durante 80 semanas.
Siguiendo el éxito de estos sencillos, su segundo álbum de estudio, "I Ain't Movin'", vendió 1,6 millones de copias en todo el mundo. Su éxito la llevó a hacer una gira por EE. UU. junto al cantante Seal durante 1995. 
En 1996, contribuyó a la banda sonora de la película estadounidense Romeo + Juliet, con la canción Kissing You.
En 1997, su sencillo Crazy Maze figuró en la banda sonora de la película Nothing to Lose con Tim Robbins y Martin Lawrence.
En 1998, la canción Life se convirtió en un éxito rotundo en Europa.
Des'ree hizo un dueto con Babyface, para versionear el tema de Bruce Springsteen Fire. Esta versión se incluyó en la banda sonora de la película de cine independiente estadounidense Hav Plenty (1998).
En 1999 ganó el Premio Brit a la mejor solista femenina.
Hizo un dueto con Steve Winwood, Plenty Loving y otro con Terence Trent D'Arby, Delicate.
Sacó a la venta Dream Soldier en 2003.
El 8 de septiembre de 2019 volvió a la música con su sencillo Don't Be Afraid después de un retiro de 15 años desde la publicación de su último disco. Dicho sencillo se incluyó posteriormente en su nuevo álbum "A Love Story" publicado el 11 de octubre de 2019. Con la llegada del sencillo y el álbum cambió su foto de Spotify, Deezer, iTunes y otras plataformas de música.

## Discografía

### Álbumes de estudio
- 1992: Mind Adventures
- 1994: I Ain't Movin’
- 1998: Supernatural
- 2004: Dream Soldier
- 2019: A Love Story

### Álbumes recopilatorios
- 1999: Mystic mixes
- 2000: Endangered species: A combination of rare and obscure tracks

### Sencillos
- 1991, "Feel So High"
- 1992, "Feel So High" (reedición)
- 1992, "Mind Adventures"
- 1992, "Why Should I Love You"
- 1993, "Delicate" (dueto con Terence Trent D'Arby)
- 1994, "Yegarabi"
- 1994, "I Ain't Movin' "
- 1994, "Little Child"
- 1995, "You Gotta Be" (remezcla)
- 1997, "Kissing You"
- 1998, "Fire" (dueto con Babyface para versionear el tema original de Bruce Springsteen)
- 1998, "Life"
- 1998, "What's Your Sign"
- 1998, "Best days"
- 1998, "God Only Knows"
- 1999, "You Gotta Be" (reedición)
- 1999, "Ain't No Sunshine"  (con Ladysmith Black Mambazo)
- 2003, "It's Okay"
- 2003, "Why"
- 2019, "Don't Be Afraid"